# استان سلفیت
استان سلفیت (به عربی: محافظة سلفيت) یکی از استان‌های فلسطین است که در غرب کرانه باختری قرار دارد. جمعیت آن در سال ۲۰۱۷ میلادی جمعیت آن ۷۵٬۴۴۴ نفر بوده‌است. مرکز این استان، شهر سلفیت است.